# Coup de Bath
 (mars 2025).
Si vous disposez d'ouvrages ou d'articles de référence ou si vous connaissez des sites web de qualité traitant du thème abordé ici, merci de compléter l'article en donnant les références utiles à sa vérifiabilité et en les liant à la section « Notes et références ».
| ♠ | 6 4       |
| ♥ | 8 5       |
| ♦ | R V 8 6 2 |
| ♣ | A V 6 5   |

| ♠ | R D 10 7 2 |
| ♥ | 9 7 4      |
| ♦ | 10 9       |
| ♣ | D 8 4      |

| ♠ | 9 8 5    |
| ♥ | R V 10 3 |
| ♦ | A 5 3    |
| ♣ | 9 7 3    |

| ♠ | A V 3   |
| ♥ | A D 6 2 |
| ♦ | D 7 4   |
| ♣ | R 10 2  |

| ♠ | 6 4       |
| ♥ | 8 5       |
| ♦ | R V 8 6 2 |
| ♣ | A V 6 5   |

| ♠ | R D 10 7 2 |
| ♥ | 9 7 4      |
| ♦ | 10 9       |
| ♣ | D 8 4      |

| ♠ | 9 8 5    |
| ♥ | R V 10 3 |
| ♦ | A 5 3    |
| ♣ | 9 7 3    |

| ♠ | A V 3   |
| ♥ | A D 6 2 |
| ♦ | D 7 4   |
| ♣ | R 10 2  |

| ♠ | 6 4       |
| ♥ | 8 5       |
| ♦ | R V 8 6 2 |
| ♣ | A V 6 5   |

| ♠ | R D 10 7 2 |
| ♥ | 9 7 4      |
| ♦ | 10 9       |
| ♣ | D 8 4      |

| ♠ | 9 8 5    |
| ♥ | R V 10 3 |
| ♦ | A 5 3    |
| ♣ | 9 7 3    |

| ♠ | A V 3   |
| ♥ | A D 6 2 |
| ♦ | D 7 4   |
| ♣ | R 10 2  |

| ♠ | 6 4       |
| ♥ | 8 5       |
| ♦ | R V 8 6 2 |
| ♣ | A V 6 5   |

| ♠ | R D 10 7 2 |
| ♥ | 9 7 4      |
| ♦ | 10 9       |
| ♣ | D 8 4      |

| ♠ | 9 8 5    |
| ♥ | R V 10 3 |
| ♦ | A 5 3    |
| ♣ | 9 7 3    |

| ♠ | A V 3   |
| ♥ | A D 6 2 |
| ♦ | D 7 4   |
| ♣ | R 10 2  |

Au bridge, le Coup de Bath consiste à jouer une petite carte sur l'entame d'un Roi promettant la Dame, pour conserver la fourchette AV. L'adversaire, ainsi laissé en main, ne peut continuer la couleur, sous peine d'y établir une levée sans gain de temps, puisque s'y créerait mécaniquement un arrêt supplémentaire. Il est donc obligé de chercher son partenaire dans une autre couleur. Dans l'exemple ci-contre, le déclarant ne craint aucun retour et peut donc sans problème jouer le Coup de Bath pour stériliser les ♠.
Ce coup est censé devoir son nom à la station thermale anglaise de Bath, où il aurait été observé pour la première fois lors d'une partie de whist.